# Spovednik
Spovednik je duhovnik, ki podeljuje zakrament spovedi.
Spovednik posluša skesanega grešnika, ga odveže grehov mu naloži pokoro. Celotni postopek običajno poteka v spovednici.
Pri spovedi ljudje povedo spovedniku tudi podatke, ki so zaupne narave, zato spovednika veže spovedna molčečnost. Spovednik pod nobenim pogojem ne sme nikomur povedati ničesar, kar mu je kdo od vernikov zaupal pri spovedi. 
Iz zgodovine je znanih več mučenikov spovedne molčečnosti - duhovnikov, ki kljub mučenju niso hoteli izdati skrivnosti, ki so jih izvedeli v spovednici. Eden od znanih takih mučencev je sveti Janez Nepomuk, spovednik češkega dvora, ki ni hotel izdati kralju skrivnosti, ki jih je izvedel od njegove žene. Kralj ga je zato mučil in utopil. France Prešeren mu je posvetil zabavni verz, ki pa ga ne najdemo v njegovih Poezijah:
Ker hotel ni povedati,
kdo je kraljico fuk,
je moral Janez Nepomuk
kar hitro v vodo smuk.